# Thieto
Thieto († 6. April nach 942) war Abt des Benediktinerklosters St. Gallen von 933 bis 942.

## Leben
Der Name Thieto hat viele Vermerke sowohl im Professbuch von St. Gallen wie in den Mönchslisten der Verbrüderungsbücher. Deswegen lässt sich zu seinem Werdegang nichts Eindeutiges aussagen. Während seiner Amtszeit als Abt wird er zweimal urkundlich vermerkt; in einer undatierten Urkunde und im Diplom Ottos I. vom 7. April 940, worin Thieto Immunität, Wahl- und Inquisitionsrecht bestätigt wird. Entscheidend für den weiteren Verlauf seiner Amtszeit war der verheerende Brand, der wesentlich mehr Schaden anrichtete als die Ungarn 926 zur Amtszeit seines Vorgängers Engilbert. Der Brand wurde von einem Klosterschüler gelegt und zerstörte den Grossteil der Anlagen. Thieto begann zwar mit dem Wiederaufbau, «doch niedergedrückt vom Alter und den Sorgen um die Abtei» führte er diesen nicht zu Ende. Er legte stattdessen am 31. Mai 942 sein Amt nieder.